# Bangladeschische Cricket-Nationalmannschaft in Neuseeland in der Saison 2018/19
Die Tour der bangladeschischen Cricket-Nationalmannschaft nach Neuseeland in der Saison 2018/19 fand vom 13. Februar bis zum 20. März 2019 statt. Die internationale Cricket-Tour war Bestandteil der Internationalen Cricket-Saison 2018/19 und umfasste drei Tests und drei ODIs. Neuseeland gewann die ODI-Serie 3–0 und die Test-Serie 2–0.

## Vorgeschichte
Neuseeland spielte zuvor eine Tour gegen Indien, Bangladesch eine Tour in den West Indies
Das letzte Aufeinandertreffen der beiden Mannschaften bei einer Tour fand in der Saison 2016/17 in Neuseeland statt.

## Stadien
Die folgenden Stadien wurden für die Tour ausgewählt.
| Stadion         | Stadt        | Kapazität | Spiele          |
| --------------- | ------------ | --------- | --------------- |
| Hagley Oval     | Christchurch | 20.000    | 3. Test; 2. ODI |
| University Oval | Dunedin      | 6.000     | 3. ODI          |
| Seddon Park     | Hamilton     | 10.000    | 1. Test         |
| McLean Park     | Napier       | 22.500    | 1. ODI          |
| Basin Reserve   | Wellington   | 11.000    | 2. Test         |

## Kaderlisten
Bangladesch benannte seine Kader am 23. Januar 2019.
Neuseeland benannte seinen Test-Kader am 22. Februar 2019.
| Test | Test | ODI | ODI |
| Neuseeland | Bangladesch | Neuseeland | Bangladesch |
| --- | --- | --- | --- |
| - Kane Williamson (K) - Todd Astle - Tom Blundell - Trent Boult - Colin de Grandhomme - Matt Henry - Tom Latham - Henry Nicholls - Jeet Raval - Tim Southee - Ross Taylor - Neil Wagner - BJ Watling (wk) - Will Young | - Mahmudullah (K) - Shakib Al Hasan (K) - Khaled Ahmed - Taskin Ahmed - Litton Das (wk) - Mominul Haque - Mehedi Hasan - Nayeem Hasan - Ebadot Hossain - Tamim Iqbal - Shadman Islam - Taijul Islam - Abu Jayed - Mohammad Mithun - Mushfiqur Rahim (wk) - Mustafizur Rahman - Soumya Sarkar | - Kane Williamson (K) - Todd Astle - Trent Boult - Colin de Grandhomme - Lockie Ferguson - Martin Guptill - Matt Henry - Tom Latham (wk) - Colin Munro - James Neesham - Henry Nicholls - Mitchell Santner - Tim Southee - Ross Taylor - Will Young | - Mashrafe Mortaza (K) - Shakib Al Hasan (VK) - Taskin Ahmed - Litton Das (wk) - Mehedi Hasan - Nayeem Hasan - Rubel Hossain - Tamim Iqbal - Shafiul Islam - Mahmudullah - Mohammad Mithun (wk) - Mushfiqur Rahim (wk) - Mustafizur Rahman - Sabbir Rahman - Mohammad Saifuddin - Soumya Sarkar |

## Tour Matches
| 10. Februar Scorecard | Lincoln | Bangladeshis 247 (46.1)              | – | New Zealand XI 251-8 (48.1) |
|                       |         | New Zealand XI gewinnt mit 2 Wickets |   |                             |

| 23. – 24. Februar Scorecard | Lincoln | Bangladeshis 411 (96.1) | – | New Zealand XI 57-2 (12) |
|                             |         | Remis                   |   |                          |

## One-Day Internationals

### Erstes ODI in Napier
| 13. Februar Scorecard | Napier | Bangladesch 232 (48.5)           | – | Neuseeland 233-2 (44.3) |
|                       |        | Neuseeland gewinnt mit 8 Wickets |   |                         |

### Zweites ODI in Christchurch
| 16. Februar Scorecard | Christchurch (HO) | Bangladesch 226 (49.4)           | – | Neuseeland 229-2 (36.1) |
|                       |                   | Neuseeland gewinnt mit 8 Wickets |   |                         |

### Drittes ODI in Dunedin
| 20. Februar Scorecard | Dunedin | Neuseeland 330-6 (50)          | – | Bangladesch 242 (47.2) |
|                       |         | Neuseeland gewinnt mit 88 Runs |   |                        |

## Tests

### Erster Test in Hamilton
| 28. Februar – 3. März Scorecard | Hamilton | Bangladesch 234 (59.2) & 429 (103)               | – | Neuseeland 715-6d (163) |
|                                 |          | Neuseeland gewinnt mit einem Innings und 52 Runs |   |                         |

### Zweiter Test in Wellington
| 8. – 12. März Scorecard | Wellington (BR) | Bangladesch 211 (61) & 209 (56)                  | – | Neuseeland 432-6d (84.5) |
|                         |                 | Neuseeland gewinnt mit einem Innings und 12 Runs |   |                          |

### Dritter Test in Christchurch
| 16. – 20. März Scorecard | Christchurch (HO) | Neuseeland     | – | Bangladesch |
|                          |                   | Spiel abgesagt |   |             |

Der Test wurde nach dem Anschlag auf zwei Moscheen in Christchurch am 15. März abgesagt. Beim Anschlag war das bangladeschische Team im Begriff die Al-Noor-Moschee zu betreten, als sie Schüsse vernahmen. Daraufhin wurden sie ins nahe gelegene Hagley Oval evakuiert, bevor sie, nachdem sich die Lage beruhigt hatte, zunächst ins Hotel gebracht wurden und nach Absage der Tour kurz darauf nach Bangladesch ausgeflogen wurden.